# Chémeré-le-Roi
Chémeré-le-Roi là một xã thuộc tỉnh Mayenne trong vùng Pays de la Loire tây bắc nước Pháp. Xã này nằm ở khu vực có độ cao từ 47-111 mét trên mực nước biển.